# بونكي
بونكي (لويزيانا) (بالإنجليزية: Bunkie, Louisiana)‏ هي مدينة تقع في الولايات المتحدة في لويزيانا. يقدر عدد سكانها بـ 4,171 نسمة .

## أعلام
- دونالد إليوت هاينز
- سايمور وايس
- جيمس ترافيس تريمبل جونيور
- بوني لي